# یوجی سوگانو
یوجی سوگانو (به انگلیسی: Yuji Sugano) بازیکن فوتبال اهل ژاپن و عضو تیم ملی فوتبال ژاپن است که در تاریخ ۰۲ فوریه ۱۹۸۸ میلادی اولین بازی ملی‌اش را انجام داد. او در ۱ بازی ملی حضور داشت و آخرین بازی ملی خود را در تاریخ ۲ فوریه ۱۹۸۸ میلادی انجام داد. یوجی سوگانو در بازی‌های ملی‌اش
گلی به ثمر نرساند.